# (7058) Al-Ṭūsī
(7058) Al-Ṭūsī est un astéroïde de la ceinture principale.

## Description
(7058) Al-Ṭūsī est un astéroïde de la ceinture principale. Il fut découvert le 16 septembre 1990 à l'observatoire Palomar par Henry E. Holt. Il présente une orbite caractérisée par un demi-grand axe de 2,24 UA, une excentricité de 0,14 et une inclinaison de 4,3° par rapport à l'écliptique.

## Étymologie
Cet astéroïde est nommé en l'honneur de Sharaf al-Dīn al-Tūsī.